# Castillo Pumaj Jirca
Castillo Pumaj Jirca (en quechua: puma) es un sitio arqueológico en Perú.

## Ubicación
Se ubica a 3696 m s. n. m., al este del distrito de Miraflores en la provincia de Huamalíes dentro del departamento peruano de Huánuco.

## Descripción
Este sitio arqueológico consta de un edificio de estructura semicircular con forma trapezoidal de 8 m de alto y 5 m de ancho aproximadamente. La estructura está construido con elementos líticos canteados de formas irregulares unidos con argamasa de barro, el muro de la parte posterior del edificio es de forma circular y el muro de la parte delantera del edificio es recta con 4 vanos de forma rectangular en el segundo nivel solo se puede observar un solo vano. No se determinó con exactitud cuantos niveles más debió tener debido a que la parte media e izquierda del muro delantero ha colapsado. Delante del edificio existe una pequeña plaza delimitada por muros pircados.

## Acceso
Es necesario llegar primero a la ciudad de Llata que es la capital de la provincia de Huamalíes, para luego mediante bus público enrumbar hacia el pueblo de Miraflores, capital del distrito homónimo situado a 20 km de la capital huamaliana, el cual cuenta con servicios de alojamiento y restaurantes. Desde allí 1 km hacia el este por medio de un camino de herradura se llega a las ruinas. 